# Asistencia letrada

La Asistencia Letrada es la garantía constitucional que hace efectivo el derecho a la defensa en juicio y al debido proceso. Este derecho fundamental se concreta en, la asistencia al detenido de un abogado/a  en las diligencias policiales y judiciales, velando para que se le realice una lectura e información de sus derechos, sobre los hechos por los cuales ha sido detenido, sin que en ningún caso pueda producirse su indefensión. 

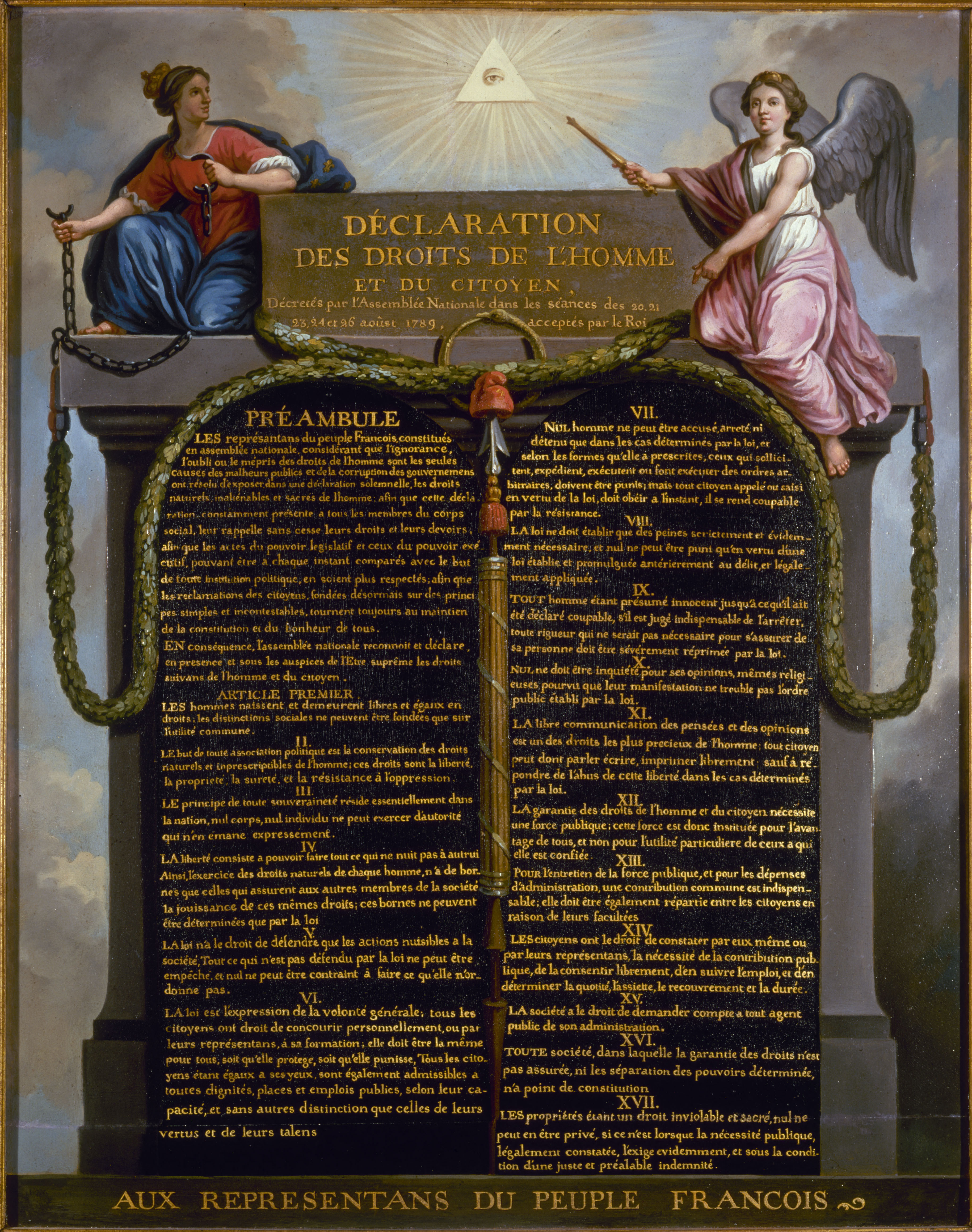
Le Barbier Dichiarazione dei diritti dell'uomo

## Antecedentes internacionales de la asistencia letrada
La Declaración de los Derechos Humanos, de 10 de diciembre de 1948, no recoge de forma autóctona el derecho a la asistencia letrada, si bien, se encuentra inscrito en el derecho a un juicio justo, que previene y regula el artículo 11.1, del citado texto al establecer literalmente que: "toda persona acusada de delito tiene derecho a que se presuma su inocencia mientras no se pruebe su culpabilidad, conforme a la ley y en juicio público en el que se le hayan asegurado todas las garantías necesarias para su defensa".
El Pacto Internacional de los Derechos Civiles y Políticos, de 16 de diciembre de 1966, recoge el derecho a la asistencia letrada en su artículo 14.3.d, al establecer literalmente que: "durante el proceso, toda persona acusada de un delito tendrá derecho, en plena igualdad, a las siguientes garantías mínimas: A hallarse presente en el proceso y a defenderse personalmente o ser asistida por un defensor de su elección; a ser informada, si no tuviera defensor, del derecho que le asiste a tenerlo, y, siempre que el interés de la justicia lo exija, a que se le nombre defensor de oficio, gratuitamente, si careciere de medios suficientes para pagarlo".
Reglas mínimas para el tratamiento de Reclusos adoptado por el Primer Congreso de Naciones Unidas sobre "Prevención del Delito y Tratamiento del Delincuente", celebrado en el año 1955 en Ginebra y aprobadas por el Consejo Económico y Social en sus resoluciones 663C (XXIV) de 31 de julio de 1957 y 2076 (LXII)de 13 de mayo de 1977. Dedica la regla 93 a la asistencia letrada.Al establecer literalmente que: "el acusado estará autorizado a pedir la designación de un defensor de oficio cuando se haya previsto dicha asistencia, y a recibir visitas de su abogado, a propósito de su defensa. Podrá preparar y dar a éste instrucciones confidenciales. Para ello, se le proporcionará, si lo desea, recado de escribir. Durante las entrevistas con su abogado, el acusado podrá ser vigilado visualmente, pero la conversación no deberá ser escuchada por ningún funcionario de la policía o del establecimiento penitenciario".
Principios básicos sobre la Función de los Abogados adoptados por consenso por el octavo Congreso de Naciones Unidas sobre Prevención del delito y Tratamiento del delincuente, celebrado en La Habana en 1990. este documento se encuentra disponible en la web referenciada.

## Normativa internacional actual referente al derecho de asistencia letrada
Nos encontramos con el conjunto de Principios para la Protección de todas las personas que hayan sido detenidas, o internadas en prisión, adoptados por las Naciones Unidas, mediante Resolución 43/173 de 9 de diciembre de 1988, constriñen a los ordenamientos jurídicos de cada país a adaptar sus ordenamientos jurídicos internos a dichos principios. La resolución citada recoge el derecho a la asistencia letrada deforma expresa en los principios número 11 y 17.
En el ámbito internacional nos encontramos, además,  con la normativa desplegada por la Corte Internacional Penal, que recoge de forma expresa el derecho a la asistencia letrada: El Estatuto firmado en Roma el 7 de julio de 1988, que entró en vigor en julio de 2002, contempla en el artículo 67.1.b) el derecho a la asistencia letrada; Las Reglas de Procedimiento de la Corte Internacional Penal, en la número 21 también lo contempla de manera expresa.

## El derecho a la asistencia letrada como manifestación del derecho a la libertad
El derecho a la asistencia letrada, es el derecho a la tutela del detenido mediante una adecuada defensa a través del derecho a ser asistido por un abogado/a que conoce el Derecho material, sustantivo y procesal, que hará valer durante el tiempo de la detención en las diligencias policiales o judiciales. Todo ello, en virtud del principio de "igualdad de armas", ya que, en el proceso penal, además del juez de instrucción, interviene el Ministerio Fiscal que ejerce la acción de la justicia en defensa de la legalidad; ambos "expertos en leyes", por lo cual, debe equilibrarse dicha situación facilitando al detenido un "experto en leyes" que aporte todo aquello que la ley permite para su mejor defensa.
La conjunción del derecho a la libertad y el derecho a la defensa, ha conllevado a que los ordenamientos jurídicos hayan previsto normativamente que el detenido pueda encomendar su representación y asesoramiento técnico letrado al abogado/a de su elección para instrumentar su propia defensa, derecho que se extiende a los supuestos en que el detenido carezca de medios económicos, en cuyo caso, tendrá derecho a un "abogado de oficio", en su caso a la "justicia gratuita.  

## La asistencia letrada en el derecho español

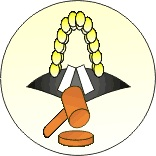
Justitia

La asistencia letrada en el derecho español, se encuentra garantizada por el artículo 17.3 de la Constitución Española, para que la persona privada de libertad ambulatoria (detenida) en las diligencias policiales y judiciales, no vea restringidos otros derechos fundamentales contemplados en la Constitución Española.
Este derecho fundamental fue recogido por primera vez en España en 1983, mediante la Ley Orgánica 14/83, de 12 de diciembre, y se encuentra codificado en la Ley de Enjuiciamiento Criminal en el artículo 520.6. según redacción dada por la Ley Orgánica 14/1983, de 12 diciembre, por la que se modifican los artículos 520 y 527 de la Ley de Enjuiciamiento Criminal, en materia de tratamiento y asistencia letrada de detenidos y presos.

## Deber de los abogados vs derecho a la asistencia letrada
El artículo 30 del Real Decreto 658/2001, de 22 de junio, por el que se aprueba el Estatuto General de la Abogacía Española establece el deber del abogado de colaborar con la Justicia, este se refiere a la finalidad de hacer valer el derecho a la libertad del artículo 17 de la Constitución Española de 1978, que tiene todo detenido, haya sido o no imputado. Lo que conlleva que las actuaciones de letrado deben ser regidas por el derecho a la libertad del detenido, sin que en ningún caso pueda perjudicar o privarle de dicho derecho. El abogado/a, por tanto, en el desarrollo de su actividad técnica está dotado de total autonomía frente al juez, y ostenta una autonomía relativa o limitada frente a su defendido.
La función del abogado/a que esté ejerciendo la asistencia letrada tiene la grave función de ser garante de la integridad física del detenido, y de evitar la autoinculpación por ignorancia de los derechos que asisten a su patrocinado.

## Situaciones en las que se requiere asistencia letrada en el ámbito penal internacional
Ante la Corte Penal Internacional, en adelante (CPI) el compareciente y el detenido tendrá derecho a asistencia letrada en los siguientes casos:
1. Comparecencia ante la CPI por orden de la Corte (se desarrollará conforme al derecho de cada país);
2. Detención;
3. Cuando el detenido es puesto a disposición del Juez Central de Instrucción;
4. Plenarios.
El derecho a la asistencia letrada ante la Corte Penal Internacional, viene recogido en el Estatuto de la Corte Penal Internacional, en el artículo 55; en el Reglamento de la misma, en el artículo 93.
Además, existen tres circunstancias en las cuales surge el derecho a la asistencia letrada: las diligencias policiales,  las judiciales, y el acto del juicio; junto a tres situaciones procesales: “la detención”, la imputación del detenido y “la imputación del no detenido”. Que pueden ser acordadas por un Juez de Instrucción, el Ministerio Fiscal, o la Policía Judicial (imputación policial), y como queda dicho, la comparecencia acordada por la Corte Penal Internacional.

## Reglas jurídicas y aforismos relacionados con la asistencia letrada
- Audiator et altera pars (oígase también a la otra parte). Es un principio procesal fundamental en cualquier sistema democrático de derecho, consagra el derecho de audiencia. Este principio viene recogido normativamente en diversos textos internacionales, entre otros, en el Pacto Internacional de Derechos Civiles y Políticos, en su artículo  14.1.

- Indubio pro reo (En la duda a favor del reo). No se puede condenar por simples sospechas.

- Nemo condemnatus nisi auditus vel vocatus (Nadie puede ser condenado sin haber sido oído y citado). El principio de audiencia viene ligado con la asistencia letrada, ya que el detenido confiere al abogado/a poder hablar en su nombre. Esta regla jurídica universal viene recogida en el Pacto Internacional de Derechos Civiles y Políticos, de 19 de diciembre de 1966.